# Derobrachus longicornis
Derobrachus longicornis là một loài bọ cánh cứng trong họ Cerambycidae.